# József Csáky
József Csáky, auch Josef Csaky oder Joseph Alexandre Czaky (geboren 18. März 1888 in Zernescht, Österreich-Ungarn; gestorben 1. Mai 1971 in Paris) war ein ungarisch-französischer Bildhauer, Zeichner und Puppenkünstler. Csáky war einer der ersten Bildhauer, die die Grundsätze des Kubismus bildhauerisch umsetzten. Damit gilt er als einer der Pioniere der modernen Bildhauerei.

## Leben

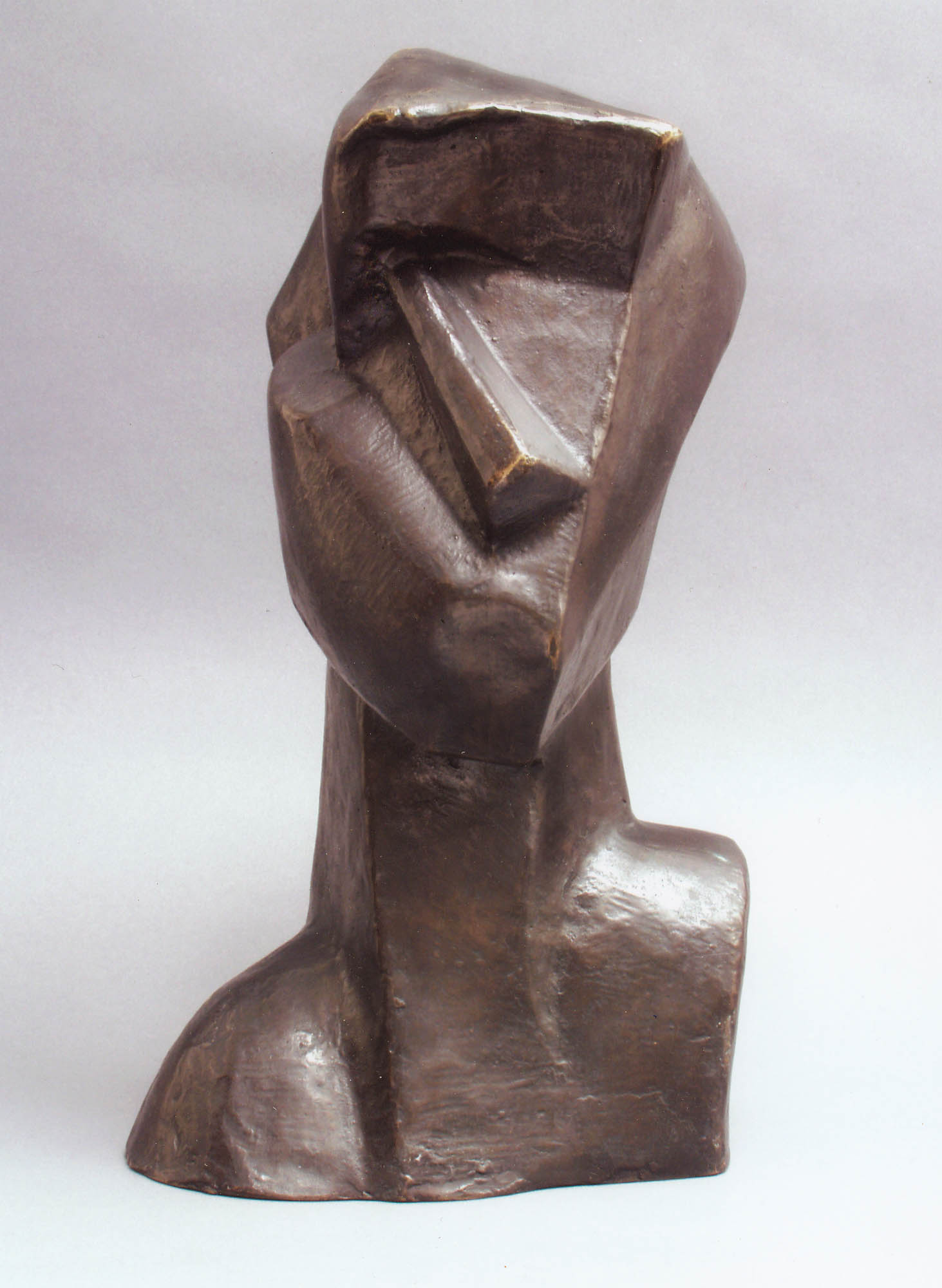
Joseph Csaky: Tête (1914), M.T. Abraham Center for the Visual Arts

Csáky studierte von 1904 bis 1905 Dekorationsplastik an der Kunstgewerbeschule Budapest bei Mátrai Lajos György (auch: Mátrai Lajos der Ältere). 1907 war er in der Pécser Zsolnay Porzellanmanufaktur tätig und lernte dort bei Kapas Nagy Mihaly. Im August 1908 zog er in die Pariser Künstlerkolonie La Ruche im 15. Arrondissement, wo er für József Brummer afrikanische Skulpturen kopierte und für andere Künstler Modell stand. Mittels eines kaiserlichen Stipendiums der Stadt Szeged konnte er 1910 ein Studium an der Pariser Académie de La Palette aufnehmen, das er 1913 abschloss. Er ließ sich dauerhaft in der französischen Metropole nieder, hielt aber stets Kontakt in sein Heimatland, wo er auch ausstellte. Ab 1910 wurden seine Werke im Rahmen von Gruppenausstellungen gezeigt.
Csaky interpretierte mit seinen Skulpturen kubistische Gemälde von Pablo Picasso und Georges Braque. Von den vielen Werken aus seiner Pariser Vorkriegszeit sind nur noch zwei erhalten: die Skulptur einer stehenden Frau von 1913, die 1976 in die Kollektion des Guggenheim Museums aufgenommen wurde, und Tête (Kopf) von 1914.
Über seine Tätigkeit als Sekretär an Ricciotto Canudos „Montjoie“-Zeichenschule lernte er viele zeitgenössische Künstler kennen. Während des Ersten Weltkriegs wurde er zum Frontdienst in der französischen Armee berufen. Ab 1920 hatte er einen Dreijahresvertrag mit dem Kunsthistoriker und -händler Léonce Rosenberg und stellte regelmäßig aus.1922 erhielt er die französische Staatsbürgerschaft. 1927 wurde er Mitglied der 1924 gegründeten Künstlergruppe Képzőművészek Új Társasága (KUT) (sinngemäß: Neue Künstlergemeinschaft) und war von 1930 bis 1953 Mitglied der Union des Artistes Modernes (UAM). Für das Puppentheater Arc-en-Ciel unter Leitung Géza Blattners fertigte er Handpuppen.
Nach dem Zweiten Weltkrieg lebte er zurückgezogen und in Armut. Sein letztes bekanntes Werk sind zwei große, klassisch inspirierte Reliefs von 1956 für eine Grundschule in Amiens.

## Ausstellungen
József Csáky nahm an einigen der wichtigsten Ausstellungen der Avantgarde-Kunst in Paris teil: mit der Société nationale des beaux-arts (1910 und 1911), der Ausstellungsgemeinschaft Section d’Or (1911), der Société du Salon d’Automne (1911, 1912) und der Société des Artistes Indépendants (1912). Seine Werke wurden ab 1940 in Gruppenausstellungen unter anderem im Palais des Beaux-Arts de Bruxelles und posthum im Musée Bourdelle 1977 in Paris gezeigt. Einzelausstellungen fanden 1959 in Budapest, 1980 im Musée Rodin und 1986 im Musée d'art moderne de Troyes statt.

## Forschungsliteratur
- Edith Balas: Joseph Csáky. A Pioneer of Modern Sculpture (= Memoirs of the American Philosophical Society, Book 230), American Philosophical Society 1999, ISBN 978-0-87169-230-6